# Pedro Vaz de Barros
Pedro Vaz de Barros (Algarve, 1581 — 1644) foi um destacado bandeirante português do início do século XVII, que se notabilizou como um dos maiores sertanistas de sua época. Nascido em 1581 no Algarve, Portugal. Proveniente de uma família judaica, ele era filho de Jerónimo Pedroso e Joana Vaz de Barros, e irmão de Antônio Vaz de Barros. Em 18 de agosto de 1603, Pedro foi nomeado capitão-mor governador da capitania de São Vicente. Retornou a Portugal em 1605, mas logo voltou ao Brasil, onde se casou com Luzia Leme, filha de Fernando Dias Pais e Lucrécia Leme. Estabeleceu-se com uma fazenda em Pinheiros e possuía também o sítio de Itacoatiara, além de um grande número de escravos índios. Em 1605 voltou para Portugal, mas retornaria ao Brasil.
Fez nova bandeira em agosto de 1611 com autorização de D. Luís de Sousa à região do Guairá, assaltando no final do ano a redução jesuítica de Paranambaré, ou Paranambu, e apresando 500 índios. Trazia os índios para São Paulo quando foi atacado pelo militar espanhol D. Antonio de Añasco, que lhe retomou a presa.
Em 1615 voltou outra vez à região do rio Paraná e Guairá e de novo em 1623. Sebastião Preto, ali morto, e seu irmão Manuel Preto,  haviam descoberto a vantagem de prender índios aldeados, já com hábitos de trabalho rural. Além do rio Tietê e do rio Paraná surgiam como outras vias as Sete Quedas, o «caminho do Piabiru« ou das cabeceiras do rio Paranapanema às do rio Ivaí e por este ao Piquiri e ao Paraná.
Era irmão de Antônio Pedroso de Barros. Foi vereador em 1619, capitão da vila em 1624, grande bandeirante (com famosa bandeira desde 1603), pois socorrera Santos quando de ataques corsários em 1614 e 1626, dono da Fazenda de criar gado do rio Pequeno desde 1640.
Sua descendência é descrita por Luís Gonzaga da Silva Leme no volume III de sua «Genealogia Paulistana», pg. 442. Diz este autor:
« Pedro Vaz de Barros e seu irmão Antônio Pedroso de Barros foram pessoas de qualificada nobreza e vieram ao Brasil providos, Antonio em capitão-mor da capitania de São Vicente e São Paulo, e o irmão Pedro Vaz de Barros em ouvidor da mesma capitania, com cláusula que, falecendo Antônio Pedroso, fosse capitão-mor governador e também ouvidor o irmão Pedro Vaz, e falecendo este acumulasse Antônio Pedroso os dois cargos, como se vê da carta patente passada em Lisboa em 1605, pela qual tomou posse Antônio Pedroso na câmara de São Vicente em 1607, que está registrada no arquivo da câmara de S. Paulo.
Porém, Pedro Vaz de Barros já tinha vindo a São Paulo muito antes daquelas épocas, pois consta que era capitão-mor governador da dita capitania pelos anos de 1602 (Cart. da provedoria da fazenda real, e arquivo da câmara de S. Paulo). Neste arquivo da câmara de S. Paulo se vê que para se tomar um assento em câmara sobre a vinda de quatro soldados espanhóis de Vila Rica do Espirito Santo da província do Paraguai, foi neste ato presidente Pedro Vaz de Barros, como capitão-mor governador de S. Paulo. Caderno de vereanças tit. 1601).
No cartório do tabelião da vila de São Vicente se acham autos de justificação de nobilitate probanda, titulo, o capitão Valentim de Barros, nascido em 1643, e escrivão deles o tabelião Antonio Madeira Salvadores. E também os autos de justificação do capitão Fernão Pais de Barros, ano de 1678, escrivão deles o mesmo tabelião Salvadores. Destes dois autos consta que Pedro Vaz de Barros viera à capitania de São Vicente em serviços da coroa, e que, voltando ao reino, tornara à mesma capitania, provido em capitão-mor governador dela. Que seu irmão Antônio Pedroso viera à vila de São Vicente, onde chegara com o tratamento de homem nobre, trazendo criados brancos que o serviam, e casara na dita vila com uma filha de Jerônimo Leitão que tinha sido capitão-mor governador da capitania de São Vicente, em cuja vila ficara sendo morador dito Antônio Pedroso de Barros. Deste matrimonio há descendência na vila de São Vicente, conhecida nos Pedrosos Barros.
Estes dois irmãos Antonio Pedroso e Pedro Vaz (pelos autos referidos) eram naturais do reino do Algarve, de onde passaram a ser moradores de Lisboa. Nesta corte tiveram um primo direito, que foi o licenciado Antônio de Barros, presbítero secular e capelão que foi de el-rei. Este Padre Antônio de Barros teve duas irmãs: Helena de Mendonça e Maria de Mendonça, casadas com pessoas cavalheiras; elas fundaram na vila de Almada o convento de Nosssa Senhora da Piedade, onde se recolheram ditas fundadoras, que também foram irmãs de Jerônimo Lobo e de Antônio Lobo, que, seguindo o real serviço na milícia, foram ambos despachados para a Índia. Destes mesmos foi irmão frei José de Jesus Maria, religioso da Cartuxa, como consta dos referidos autos, de que se deu instrumento a Fernão Pais de Barros, registrados em 1762 na câmara de S. Paulo."

## Casamento e posteridade
O capitão-mor governador Pedro Vaz de Barros faleceu com testamento em 1644 e foi casado com Luzia Leme, falecida em 1655, filha de Fernão Dias Paes e de Lucrécia Leme. Filhos:
- 1 - Capitão Valentim de Barros
- 2 - Antônio Pedroso de Barros
- 3 - Luís Pedroso de Barros
- 4 - Pedro Vaz de Barros,  com o mesmo nome do pai, que foi fundador e padroeiro da capela de São Roque, termo da vila de Parnaíba, depois comarca de São Roque. A este opulento fazendeiro se deve a fundação do povoado de São Roque, entre Parnaíba e Sorocaba, no vale do rio Tietê e, mais tarde um pouco, entre São Roque e São Paulo de Piratininga começou o núcleo de Cotia, capela curada em 1662 e vila em 1664. A seu respeito, escreveu Pedro Taques de Almeida Pais Leme na «Nobiliarquia Paulistana»:

«Nesta sua capela teve sua maior assistência. Foi a sua casa e fazenda uma povoação tal que bem podia ser vila, e ainda hoje as casas que foram de sua residência servem de padrão que lhe acusam a maior magnificência, como obra daquele tempo. Teve muito grande tratamento, correspondente aos grossos cabedais que possuía, entre cujos móveis teve uma copa de prata de muitas arrobas. A sua casa era diariamente freqüentada de grande concurso de hóspedes, parentes, amigos e estranhos, que todos concorriam gostosos a fazer-lhe uma obsequiosa assistência. Todos eram agasalhados com grandeza daquela mesa, na qual com muita profusão havia pão e vinho da própria lavoura, e as iguarias eram vitelas, carneiros e porcos, além das caças terrestres e voláteis, das quais os seus caçadores atualmente conduziam com fartura, e por isso de tudo havia com abundância, e com tanta prevenção que, a qualquer hora da tarde que chegavam novos hospedes, estava a mesa pronta, como se para estes fora conservada. Foi cognominado - Grande - chamando-se-lhe assim pelo idioma brasílico: - Pedro Vaz Guaçu.»
A ele dirigiu o rei uma carta pedindo seu auxilio a frei Pedro de Sousa que em 1682 fora incumbido de examinar as minas de ouro, prata e cobre no termo da vila de Sorocaba. Continua Taques: « O seu nome foi respeitado em todo o Brasil com veneração. Governando a cidade da Bahia Alexandre de Sousa Freire, escreveu este a Pedro Vaz de Barros em 1669, expondo-lhe os danos e hostilidades que experimentavam os moradores do recôncavo da Bahia dos bárbaros índios que, em repetidos assaltos, iam acabando aos ditos moradores, pedindo-lhe quisesse ir de socorro para conquistar os reinos dos ditos bárbaros, e fazer nisto particular serviço a S. Majestade, e resgatar a Bahia da infecção destes índios. Teve efeito este socorro no mês de Maio de 1671, em que na vila de Santos se embarcou a recruta desta gente que, chegando à salvamento à Bahia, penetraram o sertão, onde conseguiram tão feliz vitória contra os bárbaros que o governador geral se antecipou a dar conta dela em 1673 aos oficiais da câmara de S. Paulo, para que aplaudissem a glória dos seus naturais, que inteiramente tinham destruído os principais reinos e aldeias, que havia muitos anos, infeccionavam aquele estado. Destruídos os inimigos, morreram dos prisioneiros acima de 800 homens no mesmo sertão de uma quase peste, e só chegaram a cidade 1.500, os quais foram repartidos pelos soldados e cabos de guerra, (da qual tinha sido encarregado com caráter de governador Estêvão Ribeiro Baião Parente) na forma do assento que antes desta guerra se havia tomado sobre o cativeiro destes inimigos, com presidência do Governador geral do mesmo Estado, depois de ouvidos os teólogos que na matéria deram o seu voto.»
Comenta Taques: Tal era a moral e direito das gentes daquele tempo. Mas sem o interesse do serviço dos índios não teriam feito os paulistas tão dilatadas e pasmosas jornadas pelo sertão, que ocasionaram os descobrimentos que hoje estão povoados. «Pedro Vaz de Barros tinha mais de 1.200 índios e índias, alem da sua família, na sua fazenda de São Roque.»
Morreu em São Paulo em 1695. Deixou 15 telas no espólio, que totalizava 3.319$986; três quadros, cujos assuntos não se descrevem, foram avaliados em 4$800, e 12 «painéis de madamas» avaliados em 2 cruzados cada. Seriam composições de moda, abrejeiradas, figurinos franceses do fim do século XVII?
Não foi casado mas deixou nove filhos bastardos que seguem, de diversas mulheres, como consta do seu inventário em 1676. Foram eles:
(1) Brás Leme de Barros, filho da mameluca Justina;
(2) Joana Vaz de Barros, filha da mameluca Justina;
(3) Maria Vaz de Barros (filha da mameluca Justina;
(4) Isabel, filha de Catarina;
(5) Lourença, filha de Teresa;
(6) Margarida, filha de Rufina;
(7) Mariana, filha de Maria;
(8) Páscoa de Barros (filha de Bárbara do Amaral) e
(9) Leonor, idem.
Brás Leme de Barros foi instituído herdeiro do grande cabedal de seu pai, e casou com sua prima irmã Iñácia Pais de Barros filha bastarda de Fernão Pais de Barros e de uma crioula de Pernambuco; Inácia casou, ao enviuvar, com o sargento-mor João Martins Claro.
- 5 - Fernão Pais de Barros (Judeu Cristão Novo)
- 6 - Sebastião Pais de Barros (Judeu Cristão Novo)
- 7 - Jerônimo Pedroso (Judeu Cristão Novo)
- 8 - Lucrécia Pedroso de Barros (Judeu Cristão Novo)
- 9 - Maria de Almeida Pimentel 1648-1701 LDLP-53T  (Judeu)
- 10 - Branca de Almeida Lara 1680-1761 KK1T-88V (Judeu)
- 11 - Joanna de Almeida 1713-1744 KK1T-CSQ  (Judeu)
- 12 - Francisca de Almeida de Miranda G9CQ-LHC  (Judeu)
- 13 - Joanna de Almeida 1773 L4SX-236  (Judeu)
- 14 - Miguel de Almeida Lara 1802 G76J-DMJ  (Judeu)
- 15 - Gertrudes Maria Moraes 1822 GJBZ-7CV  (Judeu)
- 16 - Benedicta Maria da Trindade 1835-1908 GVXX-P2X  (Judeu)
- 17 - Anna Maria da Conceição 1877 G26K-2SK  (Judeu)
- 18 - Izaltino Luiz Machado G374-RC7  (Judeu)
- 19 - Maria Lazara Machado 1924-2006 GF84-D6S  (Judeu)
- 20 - Mario Francisco Alves 1944-2011 GF84-D6F  (Judeu)
- 21 - Lincoln Francisco Alves 1986 Vivo GF84-7N8  (Judeu)